# Caleta garasa
Caleta garasa är en fjärilsart som beskrevs av Hans Fruhstorfer 1918. Caleta garasa ingår i släktet Caleta och familjen juvelvingar. Inga underarter finns listade i Catalogue of Life.